# Gorka Aulestia Txakartegi
Gorka Aulestia Txakartegi (né le 11 décembre 1932 à Ondarroa, en Biscaye et mort le 10 mai 2021 à Vitoria-Gasteiz,) est un écrivain et historien basque espagnol.

## Biographie
Txakartegi a grandi en entendant les dialectes de la langue basque de Biscayen et du Guipuscoan, embrassant pleinement la venue du batua, la langue unifiée, une fois qu'elle fut codifiée. Jeune homme, il étudia la philosophie et la théologie, dans l'espoir d'être ordonné prêtre. Au lieu de cela, il obtint un diplôme en sciences économiques et sociales de l'université de Bilbao. 
Ayant émigré aux États-Unis, où il obtint une maîtrise en français et en littérature espagnole, puis son doctorat en études basques en 1987, à l'université du Nevada à Reno. La thèse qu'il soutint, El bertsolarismo : literatura oral Improvisada en el País Vasco (« Le bertsularisme : littérature orale et improvisée du Pays basque ») fait toujours autorité.
Aulestia fut rédacteur en chef de la langue basque au programme d'études basques à l'université du Nevada (Reno, États-Unis) de 1976 à 1979. À partir de 1980, et jusqu'en 1988, il concentra ses efforts comme lexicographe et enseignant dans le programme d'études basque, devenant professeur assistant dès l'année suivante. 
De 1989 jusqu'en 2000, quand il a pris sa retraite, Aulestia a enseigné la littérature dans le centre EUTG basque de Saint-Sébastien. Il est membre correspondant de l'Euskaltzaindia depuis 1996.

## Œuvres
Aulestia a écrit une dizaine d'ouvrages, 91 articles, et de nombreuses autres publications telles que des documents de conférence et des critiques de livres.
- Basque-English Dictionary (Edit. University of Nevada-Press, 1989)
- Basque-English English-Basque Dictionary (avec Linda White, Edit. University of Nevada Press, 1990)
- Basque-English English-Basque Dictionary (avec Linda White, Edit. University of Nevada Press, 1992)
- Bertsolarisme (édit. Conseil provincial de Biscaye, 1990)
- Erbesteko Euskal literaturaren antologia (édit. JA Ascunce, 1992)
- Improvisational Poetry from the Basque Country (édit. University of Nevada Press, 1995)
- Le Pays Basque vu par les Romantiques Français (dissertation, Edit. University of Nevada Press, 1978)
- Escritores Vascos (édit. Fundación Caja Vital Kutxa, 1996);
- La tradition poétique basque (édit. University of Nevada Press, 2000)
- Los Escritores. Hitos de la Literatura Clásica Euskérica (édit. Fundación Caja Vital Kutxa, 1996).

Il a écrit des critiques de livres pour les publications telles que World Literature Today et Expression Basque artistique (Société d'Études Basques en Amérique). Il a enfin publié un dictionnaire de la littérature basque, projet parrainé par Euskaltzaindia, auquel il avait travaillé pendant dix ans.

### Source
- (en) Cet article est partiellement ou en totalité issu de l’article de Wikipédia en anglais intitulé « Gorka Aulestia Txakartegi » (voir la liste des auteurs).